# Jagīn-e Bālā
Jagīn-e Bālā (persiska: جَگينِ بالا) är en ort i Iran.   Den ligger i provinsen Hormozgan, i den sydöstra delen av landet, 1 200 km sydost om huvudstaden Teheran. Jagīn-e Bālā ligger 95 meter över havet och antalet invånare är 170.
Terrängen runt Jagīn-e Bālā är varierad.Runt Jagīn-e Bālā är det mycket glesbefolkat, med 7 invånare per kvadratkilometer. Det finns inga andra samhällen i närheten. Trakten runt Jagīn-e Bālā är ofruktbar med lite eller ingen växtlighet.